# 1000 Palms
1000 Palms — третій студійний альбом флоридського музичного гурту Surfer Blood, який виконує музику в стилях серф та інді-рок. Альбом вийшов 12 травня 2015 року під лейблом Joyful Noise Recordings.

## Список композицій
| #   | Назва                 | Тривалість |
| --- | --------------------- | ---------- |
| 1.  | «Grand Inquisitor»    | 2:38       |
| 2.  | «Island»              | 3:44       |
| 3.  | «I Can't Explain»     | 4:24       |
| 4.  | «Feast - Famine»      | 3:13       |
| 5.  | «Point of No Return»  | 3:15       |
| 6.  | «Saber-Tooth & Bone»  | 3:43       |
| 7.  | «Covered Wagons»      | 3:26       |
| 8.  | «Dorian»              | 4:25       |
| 9.  | «Into Catacombs»      | 1:41       |
| 10. | «Other Desert Cities» | 2:57       |
| 11. | «NW Passage»          | 4:32       |

## Учасники
- Джон Пол Піттс — вокал, гітара, продюсування
- Томас Фекет — гітара
- Кевін Вільямс — баси, клавішні
- Тайлер Шварц — ударні
- Майкл Мак-Клірі — корнет, тромбон
- Surfer Blood — продюсування
- Марк Халецкі — мастеринг
- Браян Роузмеєр — інжиніринг
- Роб Шнапф — мікшування
- Рей Гольцнехт — інжиніринг ударних
- Джулія Піттс — обкладинка
- Гайді Воґан-Ґрінвуд — компонування

## Позиції в чартах
| Чарт (2015)                            | Пікова позиція |
| -------------------------------------- | -------------- |
| США Billboard 200                      | 160            |
| США Top Alternative Albums (Billboard) | 13             |
| США Top Heatseekers Albums (Billboard) | 2              |
| США Independent Albums (Billboard)     | 11             |
| США Top Rock Albums (Billboard)        | 16             |
| США Top Tastemaker Albums (Billboard)  | 10             |